# Exocentrus brevisetosus
Exocentrus brevisetosus là một loài bọ cánh cứng trong họ Cerambycidae.